# Rudolf Šmatlava
Rudolf Šmatlava (21. ledna 1930 Skalité – 16. prosince 1952 Praha) byl voják, desátník in memoriam. 
Šmatlava byl příslušníkem 308. praporu čestné stráže Praha (VÚ 9133). Spolu s velitelem a dalšími dvěma vojáky odcházel ze služby po skončení ostrahy vysílačky ve Strašnicích. Za soumraku byla hlídka přepadena v ulici Nad Vodovodem čtyřmi členy protikomunistické skupiny Othello vedené Vladivojem Tomkem, kteří chtěli získat zbraně a vést ozbrojený boj. Dva vojáci zbraně odevzdali. Zbylí dva se odzbrojit nenechali, proto po nich útočníci požadovali, aby přísahali, že nebudou střílet. Vojín Šmatlava odpověděl: „Prisahal som iba raz a viackrat nebudem!“ a chystal se použít samopal. Útočníci jej zastřelili.
Šmatlava byl povýšen na desátníka, vyznamenán medailí Za statečnost a navždy zařazen do stavu jednotky. Měl u jednotky stále ustlanou postel se jmenovkou, připravenou jídelní misku a při rozkazu se mezi jmény přítomných četlo i jeho jméno. Namísto něj odpovídal nejdéle sloužící poddůstojník: „Padl hrdinnou smrtí v boji s třídním nepřítelem!“ Na místě činu byla na zdi židovského hřbitova instalována pamětní deska s nápisem: „Lidé bděte Zde padl 16. prosince 1952 hrdinnou smrtí v boji s třídním nepřítelem des. Rudolf Šmatlava.“ Deska byla v roce 1998 sejmuta a umístěna neznámo kde. Pamětní deska odhalená v roce 1967 na základní škole ve  Skalitém zůstala zachována.